# Igor Gueleine
Igor Vladimirovitch Gueleine (en russe : Игорь Владимирович Геле́йн), né le 3 avril 1905 à Armavir dans l'Empire russe et mort le 7 juillet 1985 à Moscou, est un directeur de la photographie soviétique. Lauréat du prix Staline pour le film Les Audacieux en 1951.

## Biographie
Né à Armavir dans la famille originaire de la ville de Tukums, Igor Gueleine sort diplômé de la 61e école ouvrière de Moscou en 1920.
En 1921-1925, il étudie à la faculté de géodésie de l’Institut de gestion territoriale de Moscou. Après avoir obtenu son diplôme, il travaille à Novotcherkassk.
En 1925-1926, il est assistant de laboratoire au studio cinématographique de Kultkino, puis assistant caméraman et caméraman au studio Chuvashkino, en 1928 - au studio Gosvoenkino, en 1929 - au Studio d'Odessa.
En janvier 1930, il déménage à Moscou sur l'invitation de Soyouzkino.
En 1934-1935, il travaille pour le Studio central de cinéma documentaire et éducatif, puis, à partir de 1935 - de nouveau pour Soyouzkino.
Pendant la Seconde guerre mondiale, il s'engage dans la milice populaire de Moscou. Il combat dans les unités de première ligne pendant un an, et à partir de 1942, avec le grade de capitaine-ingénieur, travaille comme caméraman de première ligne sur le front du Sud-Ouest, front de Kalinine, premier front de la Baltique et le deuxième front biélorusse. Au milieu de l'année 1942, il tourne plusieurs plans en couleur sur les batailles de Vitebsk, participe à la Bataille de Königsberg.
Son travail a contribué au développement du cinéma couleur dans l'art soviétique, au développement et à l'amélioration de la technologie des caméras.
Membre de l'Union des cinéastes de l'URSS depuis 1961.
Décédé le 7 juillet 1985[1] à Moscou, Igor Gueleine est inhumé au cimetière de la Transfiguration.

## Filmographie
- 1937 : Lénine en octobre (Ленин в октяабре, Lenin v oktyabre) de Mikhaïl Romm
- 1950 : Les Audacieux (Смелые люди) de Konstantin Youdine
- 1961 : Les Cosaques (Казаки) de Vassili Pronine
- 1972 : Rouslan et Ludmila (Руслан и Людмила) de Alexandre Ptouchko

## Distinctions
- prix Staline (1951)
- Ordre de la Guerre patriotique (1945, 1985)[1]
- Ordre du Drapeau rouge du Travail (1948, 1974)
- Ordre de l'Étoile rouge (1945)